# 工作太朗のジョブナイ
『太廊のジョブナイ』（たろうのジョブナイ）は、CBCラジオのバラエティ番組。2019年10月5日放送開始、2022年3月26日放送終了。2021年10月よりパーソナリティの太廊が旧芸名の工作太朗から改名したのに伴い現タイトルに変更。旧タイトルは『工作太朗のジョブナイ』。

## 放送時間
毎週土曜日 21:00 - 22:50
- 2021年1月2日までは通しで2時間の放送だったが、『やくならマグカップも〜織部学園放送室〜』放送開始に伴い22:00 - 22:30は番組を中断。
- 2021年4月3日からは番組内で放送されていた「勝とひろのしんのイキル」が22:50 - 23：00へ時間移動したのに伴い、終了時刻が10分繰り上がった。
- 2021年10月2日より『やくならマグカップも〜織部学園放送室〜』が15分に短縮されたため、後半スタートが22:15に繰り上がった。
- 2022年1月1日から3月26日まで『やくならマグカップも〜織部学園放送室〜』終了に伴い放送時間が110分に拡大。

## パーソナリティ
- 太廊 - 名古屋の芸能事務所・どっかんプロに所属するピン芸人。CBCラジオでは2017年下半期の「ワンチャンマイク」に初出演、その後初冠番組「工作太朗のラジオボーイ」に1年間出演。現在は同じ土曜日の午前中に放送の「北野誠のズバリサタデー」にも出演している。シンガーソングライターとしても活動しており、番組でもオリジナル曲制作企画で作曲・編曲を手掛けている。2021年9月までの旧芸名は工作太朗。
  - 「21時のプリンシパル」（後述）の楽曲・MV制作を契機に、らじお女子「風鈴」「はいせーの」のMV演出を請け負うなど、この番組を通じて裏方としての仕事が増えてきている。
- 大塚南 - CBCラジオのリスナーで結成したガールズユニット・らじお女子の元メンバーで、グループを離れた後は自らをフリーのアイドルと称している。2019年大晦日の特番に中継レポーターとして出演し、その後2020年2月1日からはレギュラー出演している。楽曲制作企画では作詞を手掛ける。ジョブドル。大の偏食家。

## 企画・コーナー
2部制に移行してからは主に以下のコーナーを放送している。
- 工作太朗のモノをつくろう - 2020年6月20日放送分からスタート。工作芸人である工作が様々なモノ作りに挑戦。時にはその道の職人に話を伺うなど、モノ作りをキーワードに様々な方向へ展開する。
  - 21時のプリンシパルMV制作 - 「CBCラジオネットで夏まつり2020」内での上映を目標に、大塚南のソロ曲である同曲（後述）のミュージックビデオを番組で制作した。
  - CBCスマホCMソング制作 - 2020年秋〜冬の公開を目標に、CBCラジオが手掛ける格安スマホ・CBCスマホのCMソングを制作。
  - 「21時のプリンシパル」CD制作 - 「CBCラジオネットで秋まつり2020」での販売開始を目標に、ジャケット作りなどCD制作の模様を届ける。
  - 番組ステッカー制作
  - アイドルを作る - 大塚が参加した夢みるアドレセンス新メンバーオーディションを応援する体でイジる企画。番組内で配信審査に使われるMixChannelとの同時配信も行った。
  - 初音ミクで楽曲制作 - 2021年2月6日スタート。工作が2020年の目標が全部クリアできなかった罰ゲームとして、CBCラジオが2021年の開局70周年キャンペーンに初音ミクを起用したのに乗っかって、ボーカロイド初心者の工作が初音ミクを使った楽曲制作にチャレンジする。第1弾は「セツナサオレンジ」。
- 大塚南のフリーの手習い - 大塚が様々な企画にチャレンジ。
  - 第1弾はハガキ（ネタ投稿）職人。CBCラジオで放送されている番組に投稿しノベルティのゲットを目指す。
  - 第2弾はポエトリーリーディング。リスナーから大塚に読んでほしい詩を募集。
- ふぉーゆーのぴたラジ!（21:35ごろ）
- ジョブナイ早押しっぽいクイズ（21:55ごろ） - 2021年1月9日から3月27日まで実施。番組が『やくなら～』を挟む形になったのを受け、『やくなら～』を聞けば分かるクイズを放送開始直前に出題。最初は「～早押しクイズ」と題して正解者先着1名にプレゼントを贈呈していたが、radikoリスナーらのタイムラグを考慮して「～っぽい」に変更。○番目に正解した人のほか、印象派と呼ばれる個性的な回答を送った投稿者にもプレゼントを贈ることになった。2021年5月15日放送より再開するが、「気が向いた時に行う」スタンスをとっている。
- お仕事あるある（22:40ごろ） - 2020年10月スタートのネタ投稿コーナー第2弾。
- 今週の残業

放送時間が残り1〜2分ほどのところで一旦本編を締め、放送終了までこぼれ話などをする。

### 過去の企画
- 2分ネタ披露のコーナー - 2020年のR-1ぐらんぷり1回戦敗退を受け、リスナーの手を借りながら雪辱を果たすべく毎週新作や過去のネタをブラッシュアップして披露していた。
- お仕事工作 - 様々な職業の人にインタビューする。2020年4月11日の放送を最後に休止状態となっている。
- 業務報告 - ネタ投稿コーナー。様々な職業の（人になりきった）リスナーから送られたお仕事の様子を紹介。番組開始から2020年9月まで放送されていた。
- クイズ正解は一週間後2（21:25ごろ）

放送から1週間の間に起こることをお題に、工作・大塚の二人が予想し合う。正解すると解答者のギャラが1000円増額。不正解で100円を番組に強制貯金し、競馬企画の資金とされる。2020年6月20日放送分より”-2”に改題された。
- ゲストコーナー
- ミナミちゃんに叱られる

大塚がリスナーの投稿してきた叱ってほしい事を一喝する。2020年8月までは、事前録音で、番組冒頭などに随時挿入されていた。
- イーロジスpresents 勝とひろのしんのイキル

当番組内では2020年4月4日から2021年3月27日まで放送。パーソナリティは株式会社イーロジス代表取締役の勝俊秀とタレントの大内ひろのしん。

### 特別企画
- 大塚南の女子力アップできるかな？（2020年4月18日） - 家で全く料理をしないという大塚が女子力アップを目指し自宅でオムライス作りに挑戦。番組では本人が自らその模様を録音したもののダイジェストを放送。
- 工作太朗のおうちで作ろう（2020年4月25日〜6月13日） - オムライス作りに続き、らじお女子の運営非公認で大塚南のソロ曲を制作。作曲は工作、作詞はこれが初めての作詞となる大塚が担当。
  - 毎回作曲・作詞・レコーディングなど制作の模様を放送し、6月のCBCラジオ・ラッキーウィークで完成版披露に至る。タイトルはリスナーの意見を参考にし「21時のプリンシパル」と大塚が命名した。
- CBCラジオネットで夏まつり2020・大塚だけズルいSP（2020年7月25日） - 上記の楽曲制作企画でソロ曲を手に入れた大塚をうらやむらじお女子メンバー・小松吏穂、渡辺みさき、太田あかりがゲスト出演。大塚と生で歌える権利をかけてゲームで対決。ラジオとYouTubeLiveで同時放送した。
  - 初の番組グッズとして「無職Tシャツ」（字・大塚南）をCBCラジオ公式オンラインショップで限定販売した。
- CBCラジオネットで秋まつり2020・秋だから新番組始まるんですねSP（2020年11月7日） - 放送の翌週11月10日にスタートする新番組「ゆるよる」のPRでパーソナリティのアホロートル、三浦優奈、らじお女子の杉浦沙映・おうやゆか、小野小町の小西麗奈をゲストに迎えてラジオとYouTubeLiveで同時放送した。
  - 夏に音源が完成していた「21時のプリンシパル」を、10月から番組内で伝えたジャケット・特典制作を経て、オンラインでCDを販売。
- CBCラジオネットで夏まつり2021（2021年7月17日）
  - 太朗's worksと題して、今年番組で作った「作品」を発表。

### ライブ配信
- おうちでできる遊びでSTAYHOMEを楽しもう - 2020年5月6日にライブ配信プラットフォームMildomにて懐かしのファミコンゲームなどをしながらおうち時間を楽しむ模様を生配信した。出演は工作と、工作と同じどっかんプロ所属のお笑いコンビ・空飛ぶリビングのふくしま。[3]
- STAYHOMEでゲーム実況を楽しもう - 2021年5月4日に、前年に続いてMildomでライブ配信を実施。今回は桃太郎電鉄 〜昭和 平成 令和も定番!〜を使用し、工作・大塚・番組ADが3年決戦モードで対戦する模様を配信する。